# Jaroslav Hamerský
Jaroslav Hamerský, vlastním jménem Jaroslav Krátký (5. dubna 1896, Hamr – 5. února 1937, Mladošovice), byl český učitel a regionální spisovatel, otec spisovatele Radovana Krátkého.
Jeho román V okovech vášní (1927) se odehrává v zaniklé obci Nová Ves u Klikova / Kösslersdorf, která vystupuje pod pseudonymem Bohdanov.

## Život
Jaroslav Krátký se narodil v Hamru u Veselí nad Lužnicí v domě čp. 27. Jeho otec František Krátký byl tehdy v Hamru učitelem (čp. 27). V dětství se odstěhoval s rodiči na školu do Vlkova, kde vychodil obecnou školu a později v Mladošovicích. Od roku 1907 studoval čtyři ročníky na gymnáziu v Třeboni. Od roku 1912 čtyři ročníky učitelského ústavu v Českých Budějovicích. V prosinci 1915 nastoupil vojenskou službu jako jednoroční dobrovolník u 28. zeměbraneckého pluku v Linci. Byl třikrát na italské frontě. V listopadu 1918 vrátil se jako poručík v záloze k učitelskému povolání. Následně působil učitel v Lutové, Řípci, Lomnici nad Lužnicí, Staré Hlíně, Nové Vsi u Klikova a v Mladošovicích.

## Dílo
- Ze zasněných dálek. Hrst spadlého listí. Třeboň, Družstvotisk, 1923.
- Gerard. Historický román ze 17. a 18. století. Praha, Kotík, 1925.
- Hříchy. Dva romány. Po konfiskaci II. opravené vydání: Pardubice, Osvěta lidství, 1925. Po konfiskaci III. vydání: Praha, L. Radoměřský, 1925.
- Bludná světla. Črty a feuilletony. Praha, B. Hůrka, 1925.
- V okovech vášní. Vesnický román. Praha, L. Mazáč, 1927. II. vydání Praha, L. Mazáč 1930.
- Kletba. Historická hra o 4 jednáních s předehrou a dohrou. Česká Třebová, F. Lukavský, 1928.
- Činžák. Maloměstský román. Praha, L. Mazáč, 1929.
- Jak život šel. Prózy. Jindřichův Hradec, Jaroslav Svoboda, 1935.
- Vichřice. Román lásky a bolesti I. Mračna se stahují. Olomouc, Živnostenský závod tiskařský a vydavatelský, 1936.
- Vichřice. Román lásky a bolesti II. Soumrak lidstva. Olomouc, Živnostenský závod tiskařský a vydavatelský, 1936.
- Vichřice. Román lásky a bolesti III. Cesty osudu. Olomouc, Živnostenský závod tiskařský a vydavatelský, 1936.
- Žena. Román. (Zůstalo v rukopise.)